# Jiří Baier (politik)
Jiří Baier (1. června 1915 Písek – 27. července 2000) byl český a československý politik Komunistické strany Československa a poúnorový poslanec Národního shromáždění ČSR.

## Biografie
V letech 1933–1938 vystudoval České vysoké učení technické v Praze. K roku 1954 se profesně uvádí jako hlavní inženýr ČKD Stalingrad a laureát státní ceny.
Ve volbách roku 1954 byl zvolen do Národního shromáždění za KSČ ve volebním obvodu Praha-město. V parlamentu zasedal do konce funkčního období, tedy do voleb roku 1960.
Po invazi vojsk Varšavské smlouvy do Československa ho Ústřední výbor Komunistické strany Československa zařadil na seznam „představitelů a exponentů pravice“. V té době je uváděn jako generální ředitel Českých energetických závodů.